# Grand Ole Opry

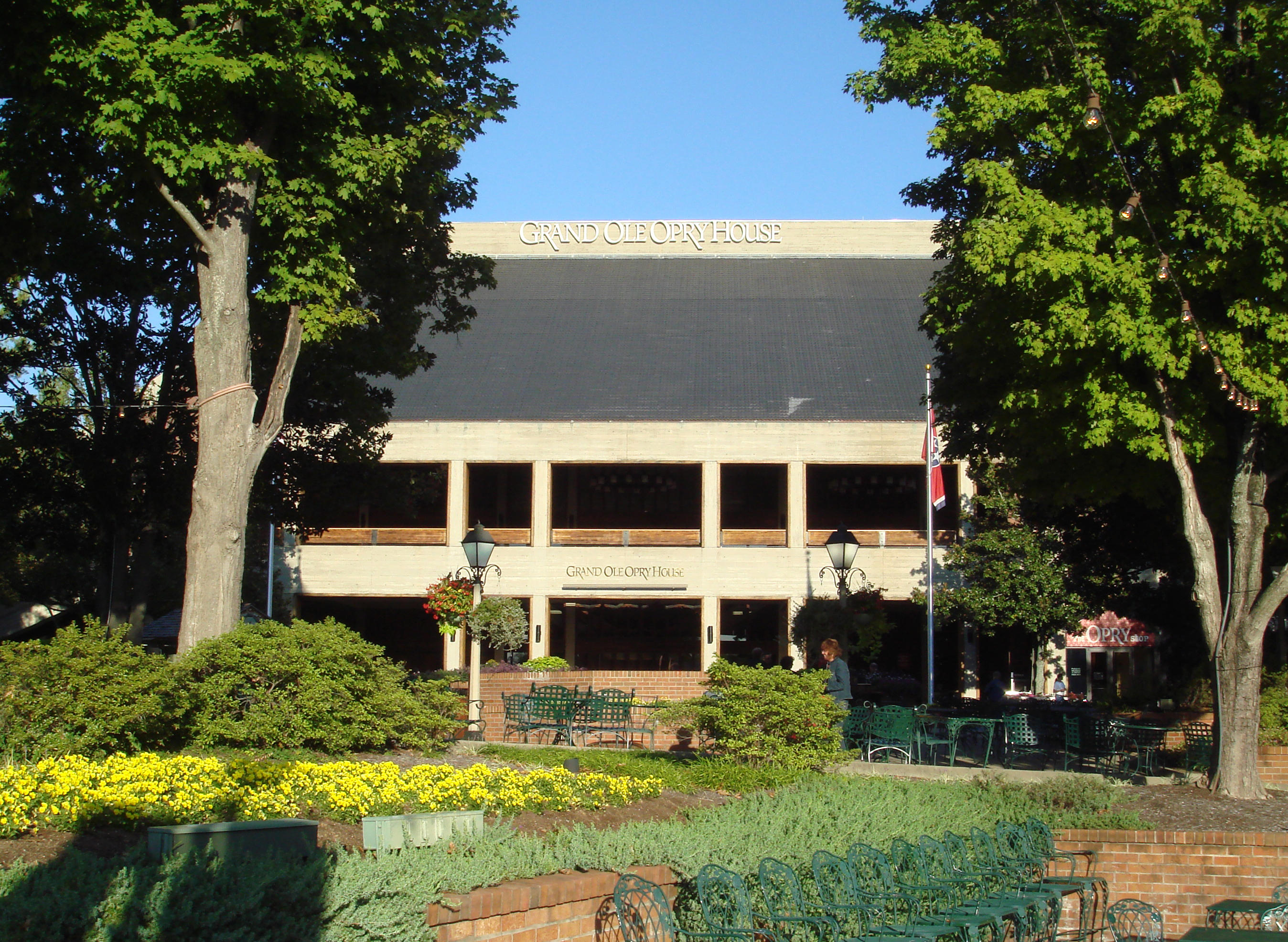
Grand Ole Opry House (Nashville, Tennessee)

Grand Ole Opry – amerykańska audycja radiowa country nadawana w każdą sobotę z Nashville (Tennessee) przez radio WSM. Jest to najważniejsza radiowa audycja country na świecie i jednocześnie najstarsza nadawana nieprzerwanie audycja radiowa w Stanach Zjednoczonych. Pierwszy raz została wyemitowana 28 listopada 1925.